# Documents to Go
Documents to Go è una suite di programmi da ufficio creata in varie edizioni per diversi sistemi operativi (Palm OS, Windows Mobile, Maemo, Blackberry OS, Symbian OS, Android e iOS).

## Descrizione
La suite si compone di un word processor, un foglio di calcolo, un lettore di documenti in pdf ed uno di immagini.
Documents to go legge i file nativi di Office eliminando il compito di una conversione dei file ma anche i bitmap, .jpg, .pdf e .txt. In più è abilitato per leggere gli allegati di Office 2007.
Nella versione premium sono supportati i file protetti da password, i grafici, il controllo ortografico ed una funzione di spostamento nei file integrata che consente di navigare tra i file del palmare e la scheda d'espansione.
La tecnologia IntAct permette di modificare un documento mantenendo il formato ed il layout originale.